# Acanthocercus ugandaensis
Acanthocercus ugandaensis es una especie de lagarto del género Acanthocercus, familia Agamidae, orden Squamata.

## Distribución
Se distribuye por África, en Uganda y Tanzania.

## Taxonomía
Fue descrita por Klausewitz en 1957.
Tratamiento taxonómico
La especie aparece registrada y publicada en Eidonomische Untersuchungen über die Rassenkreise Agama cyanogaster und Agama atricollis. 2. Die Unterarten von Agama atricollis. Senckenbergiana biologica 38: 157-174.